# Троянувек
Троянувек (пол. Trojanówek) — село в Польщі, у гміні Клюково Високомазовецького повіту Підляського воєводства.
Населення — 111 осіб (2011).
У 1975-1998 роках село належало до Ломжинського воєводства.

## Демографія
Демографічна структура станом на 31 березня 2011 року:
|          | Загалом | Допрацездатний вік | Працездатний вік | Постпрацездатний вік |
| -------- | ------- | ------------------ | ---------------- | -------------------- |
| Чоловіки | 54      | 14                 | 32               | 8                    |
| Жінки    | 57      | 13                 | 26               | 18                   |
| Разом    | 111     | 27                 | 58               | 26                   |